# Китайські системи нотного запису
Системи нотного запису використовуються в Китаї вже понад дві тисячі років. Різні системи використовувалися для запису музики для дзвонів і для струнного інструменту Гуцинь. На початку XX століття в Китаї була поширеною нумерована нотація (Цзяньпу) західно-європейського походження.

## Стародавні тексти
Найдавнішими китайськими текстами, що мали стосунок до музики, вважаються написи на музичних інструментах, знайдені в гробниці маркіза Ї Цзена (пом. 433 р. до н. е.). Це набори з 41 кам'яних та  65 металевих дзвонів, що містять описи їх звуковисотних характеристик. Хоча записів музичних композицій не знайдено, написи на інструментах вказують на розвиненість звуковисотної системи у стародавньому Китаї.

## НотаціїГуцинь
Найдавнішим знайденим нотним записом музичного твору вважається запис пісні «Цзесі Дяо Юлань» (碣石調·幽蘭) для музичного інструменту гуцинь 6 або 7 століття. Цей вид нотного запису називається «Wenzi Pu», що означає «письмовий запис».
Нотація являє собою опис класичною китайською мовою аплікатури, яку має застосувати виконавець, щоб виконати потрібну послідовність звуків у мелодії.
Новіша форма нотації - Jianzi Pu, є скороченою формою Wenzi Pu, що також вказує на аплікатуру, проте, так само не містить точних позначень звуковисотності і нотних тривалостей.

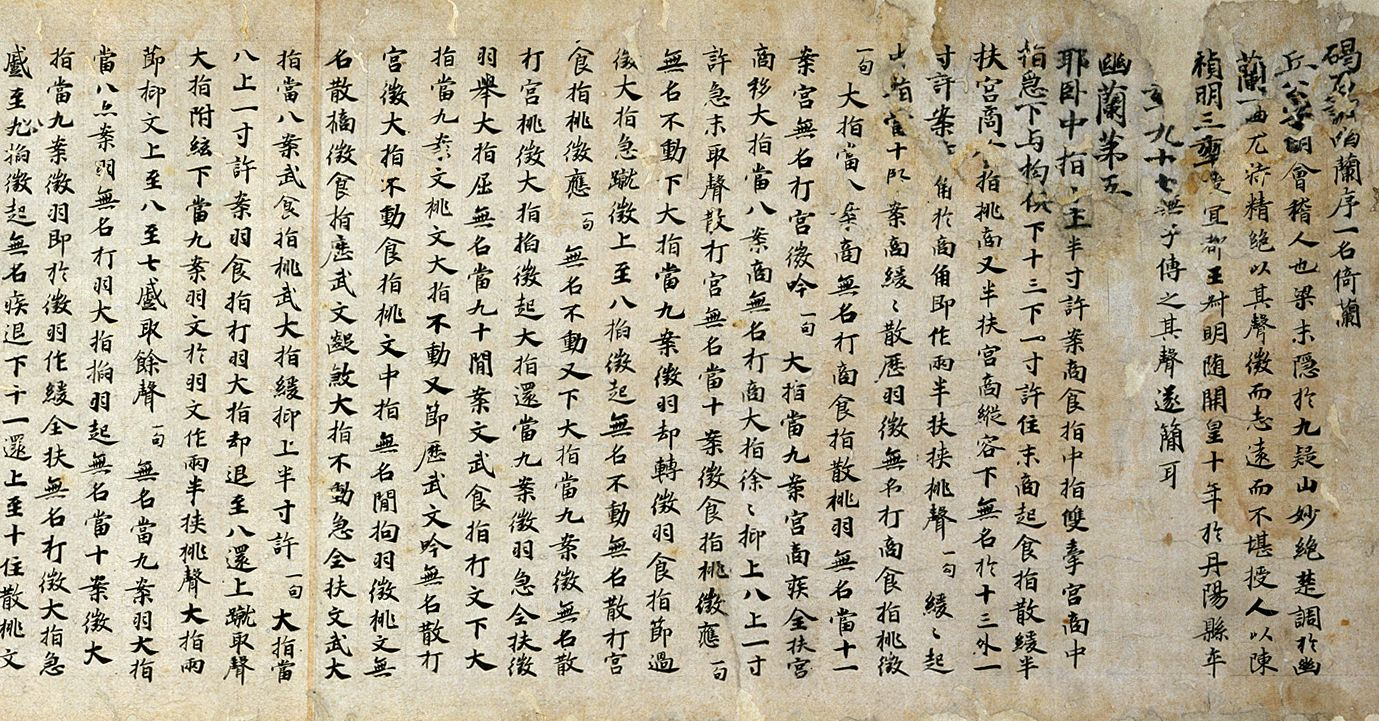
Рукопис часів династії Тан, Jiesidiao Youlan (碣石調·幽蘭)
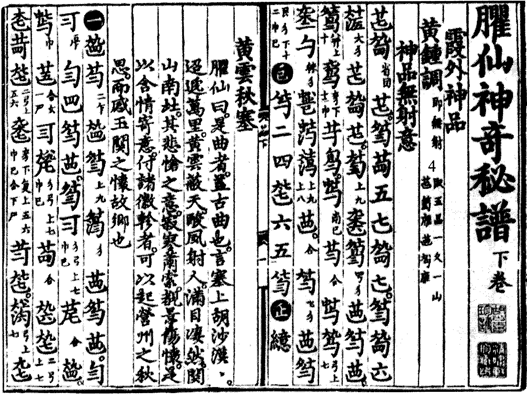
Манускрипт 1425 року
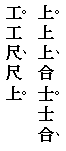
Old MacDonald Had a Farm виконана нотацією Гонче

## НотаціяГонче
За часів династії Тан (7-10 століття) розвивається нотація Gongche (文言), що за допомогою ієрогліфів дозволяла позначати окремі звуки 7-ступеневого звукоряду, проте не визначала нотних тривалостей.
Традиційно Gongche писалася вертикально справа наліво, але зараз можлива і горизонтальна форма запису.
Ця система була відома також у Японії та Кореї. 

## Цзяньпу(нумерована нотація)
Початково нумерована нотація була розроблена Жан-Жаком Руссо у 1742 році і призначена для нотації європейської 12-тонової системи, але у Європі, де вже була поширена лінійна нотація, популярності не здобула. Натомість на рубежі XIX-XX ця нотація здобула популярність в країнах Східної Азії, зокрема Китаї під назвою Jianpu (спрощ.: 简谱; кит. трад.: 簡譜; піньїнь: jiǎnpǔ; літ.: 'simplified notation'), а також у М'янмі  та Японії. 
У нумерованій нотації ступені звукоряду позначені цифрами 1, 2, 3, 4, 5, 6, 7, що відповідають нотам до, ре, мі, фа соль, ля, сі, тоді як паузи позначаються 0. Крапки над або під нотою позначають октаву. Для запису акордів і інтервалів відповідні символи розташовуються вертикально один над іншим, а вертикальні риски вказують на об'єднання нот в акорді. Тривалості позначаються горизонтальними рисками, що розташовуються після або під цифрою. Знаки альтерації позичені з європейської системи.
|  |
|  |